# حصن سلوت
حصن سلوت، يعتبر حصن سلوت أحدى الحصون في سلطنة عمان تحديدا في "محافظة الداخلية"، في "بهلاء" في قرية "بسياء"، يقع على طول سهل وادي سيفم بالقرب من ملتقى وادي بهلاء، وهو المتحف الذي يجمع اثاره التي وجدت في سلوت عن دخولي لحن سلوت حسيت بتراث عمان وتقاليدهم. ينقسم المتحف إلى أكثر من تقريبا عن ١٠ قسم مختلف ومثال عليهم قسم الموارد الطبيعيه، قسمقبور والأبراج في العصر البرونزي، قسم برج العصر البرونزي ST1. تقدم وزارة التراث والسياحة حاليا خطه لادارره الموقع وبرمجة للصيانه على أصاله هذا المشهد المميز، وتحرص على التعريف بأهميته الثقافة والتاريخ. وأول اكتشاف في عام ١٩٧٣ في سلوت.